# Juan Felipe Ibarra (departement)
Juan F. Ibarra is een departement in de Argentijnse provincie Santiago del Estero. Het departement (Spaans:  departamento) heeft een oppervlakte van 9.139 km² en telt 16.937 inwoners.

## Plaatsen in departement Juan F. Ibarra
- El Colorado
- El Cuadrado
- Matará
- Pozo del Toba
- Suncho Corral
- Vilelas